# Kaisersdorf
Kaisersdorf (kroatisch Kalištrof, ungarisch Császárfalu) ist eine Gemeinde mit 603 Einwohnern (Stand 1. Jänner 2024) im Bezirk Oberpullendorf im Burgenland in Österreich.
Die Volksgruppe der Burgenland-Kroaten umfasst 28 %, die Burgenland-Ungarn 2,5 % der Bevölkerung.

## Geografie
Die Gemeinde liegt Tal des Außeraubaches am Südhang des Landseer Gebirges im Mittelburgenland. Teile des Gemeindegebietes gehören zum Naturpark Landseer Berge.
Der Ortsverband besteht aus einem Schmalangerdorf mit Streckhöfen und einigen Zwerchhöfen in geschlossener Verbauung.

### Nachbargemeinden
|            | Markt Sankt Martin                          |        |
| Weingraben | Kompassrose, die auf Nachbargemeinden zeigt | Neutal |
|            | Draßmarkt                                   |        |

## Geschichte

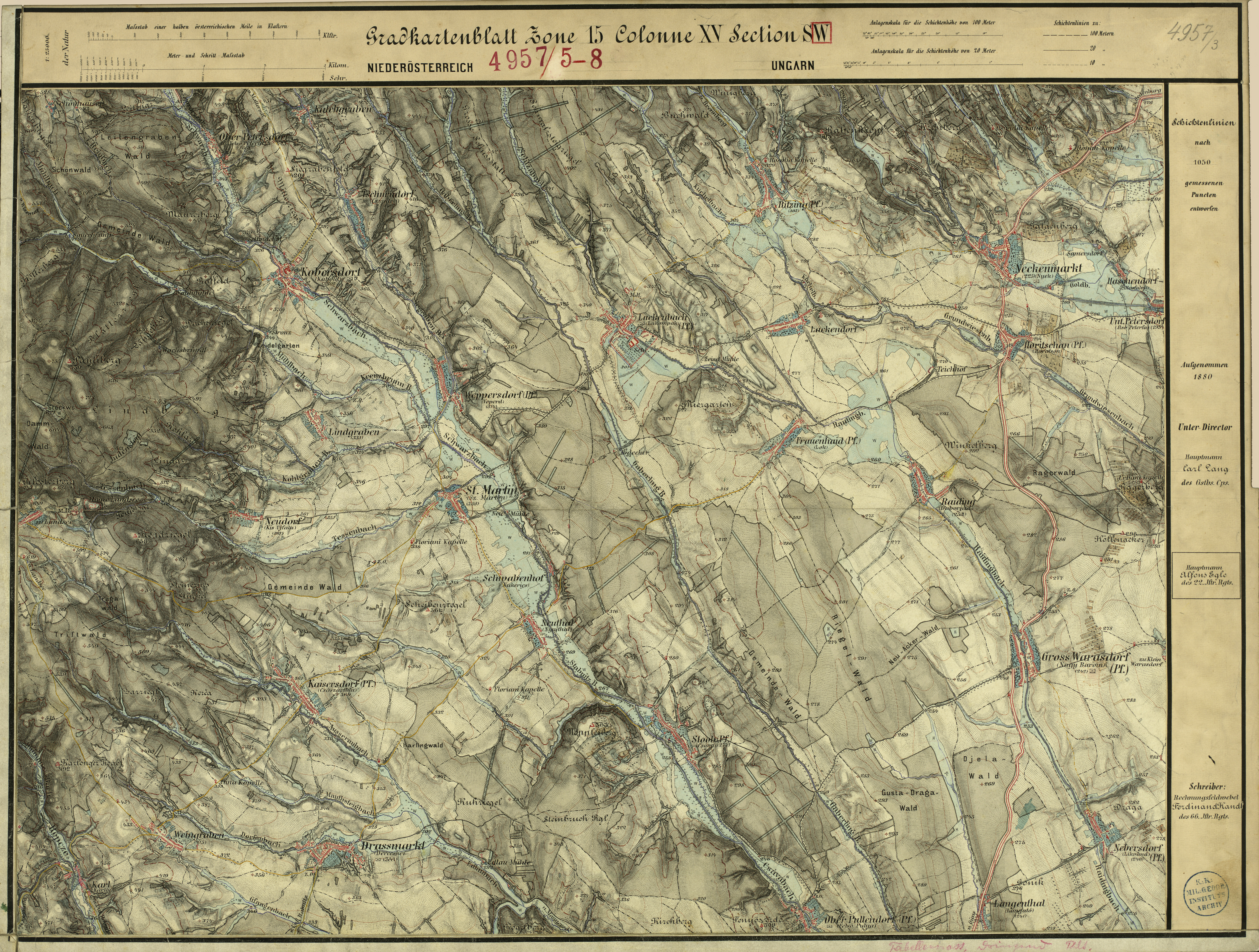
Kaisersdorf (links unten) um 1880 (Aufnahmeblatt der Landesaufnahme)

Vor Christi Geburt war das Gebiet Teil des keltischen Königreiches Noricum und gehörte zur Umgebung der keltischen Höhensiedlung Burg auf dem Schwarzenbacher Burgberg.
Später unter den Römern lag das heutige Kaisersdorf dann in der Provinz Pannonia.
Der Ort gehörte wie das gesamte Burgenland bis 1920/21 zu Ungarn (Deutsch-Westungarn). Seit 1898 musste aufgrund der Magyarisierungspolitik der Regierung in Budapest der ungarische Ortsname Császárfalu verwendet werden.
Nach Ende des Ersten Weltkriegs wurde nach zähen Verhandlungen Deutsch-Westungarn in den Verträgen von St. Germain und Trianon 1919 Österreich zugesprochen. Der Ort gehört seit 1921 zum neu gegründeten Bundesland Burgenland (siehe auch Geschichte des Burgenlandes).

### Bevölkerungsentwicklung
Die Zunahme der Bevölkerungszahl von 2001 auf 2011 erfolgte trotz negativer Geburtenbilanz wegen einer hohen Zuwanderung.

## Kultur und Sehenswürdigkeiten

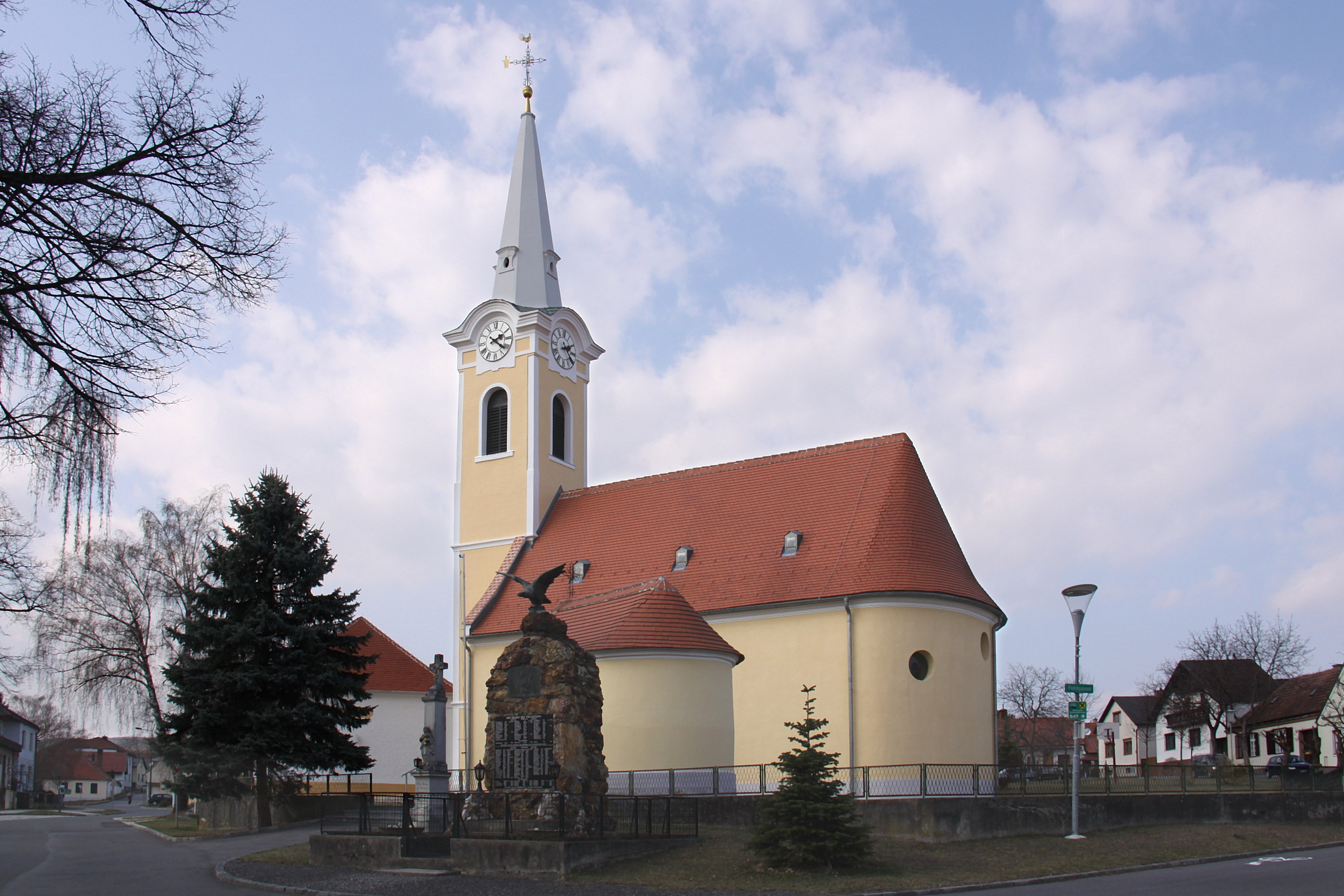
Pfarrkirche Kaisersdorf

- Katholische Pfarrkirche Kaisersdorf hl. Nikolaus
- Aufbahrungshalle Kaisersdorf, herausragendes Bauwerk im Stile des Brutalismus

## Wirtschaft
Kaisersdorf ist eine Pendlergemeinde. Von den 241 im Ort lebenden Erwerbstätigen arbeiten 31 im Ort, 210 arbeiten in anderen Gemeinden. Aus der Nachbarschaft pendeln 26 Personen zur Arbeit nach Kaisersdorf (Stand 2011).

## Politik

### Gemeinderat

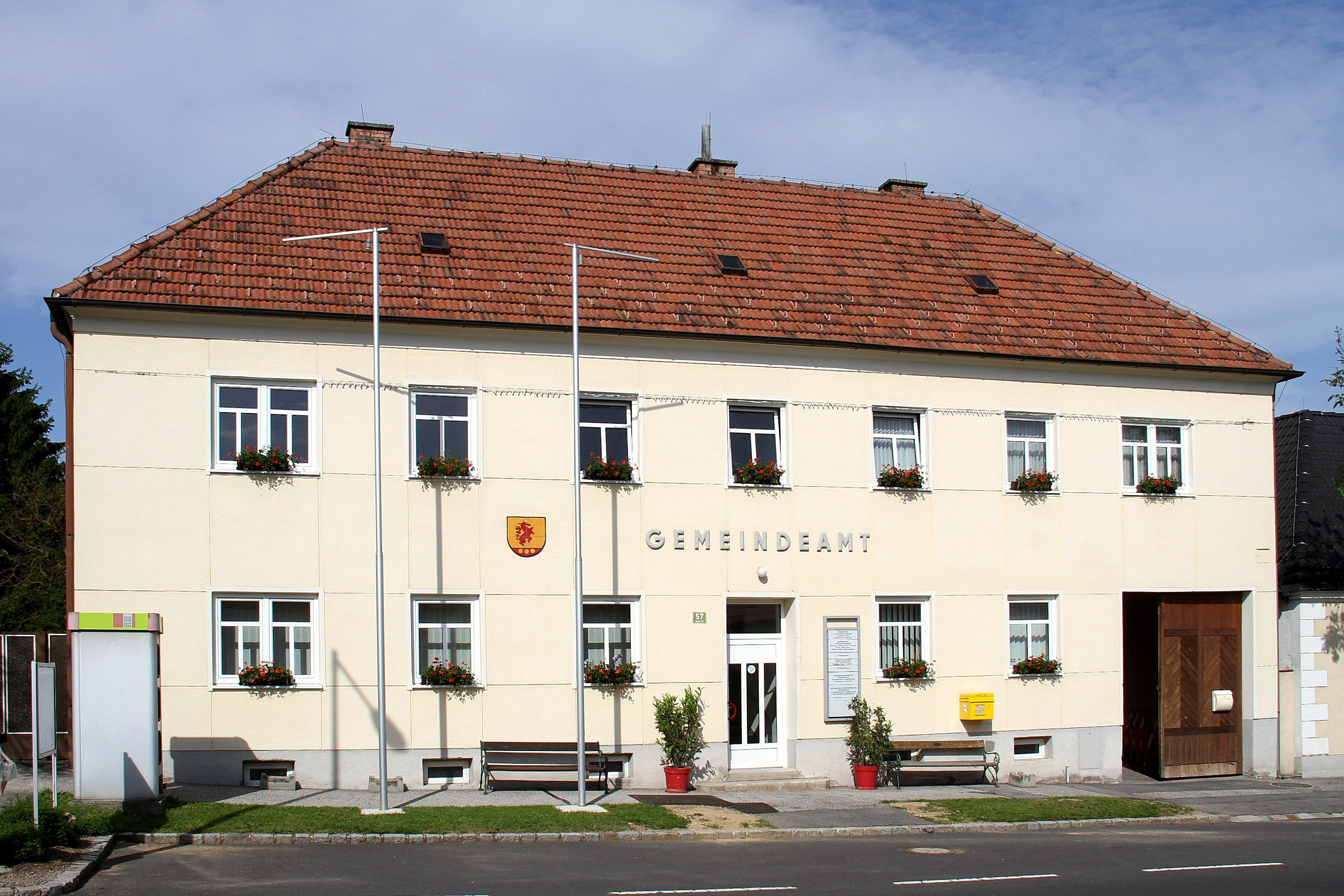
Gemeindeamt Kaisersdorf

Der Gemeinderat umfasst aufgrund der Anzahl der Wahlberechtigten insgesamt 13 Mitglieder.
| Partei          | 2022             | 2022             | 2022             | 2017             | 2017             | 2017             | 2012             | 2012             | 2012             | 2007             | 2007             | 2007             | 2002             | 2002             | 2002             | 1997             | 1997             | 1997             |
| Partei          | Sti.             | %                | M.               | Sti.             | %                | M.               | Sti.             | %                | M.               | Sti.             | %                | M.               | Sti.             | %                | M.               | Sti.             | %                | M.               |
| --------------- | ---------------- | ---------------- | ---------------- | ---------------- | ---------------- | ---------------- | ---------------- | ---------------- | ---------------- | ---------------- | ---------------- | ---------------- | ---------------- | ---------------- | ---------------- | ---------------- | ---------------- | ---------------- |
| SPÖ             | 353              | 66,73            | 10               | 298              | 53,21            | 7                | 299              | 57,95            | 8                | 334              | 73,25            | 10               | 361              | 82,61            | 11               | 339              | 75,50            | 11               |
| ÖVP             | 129              | 24,39            | 4                | 198              | 35,36            | 5                | 217              | 42,05            | 5                | 122              | 26,75            | 3                | 71               | 16,25            | 2                | 86               | 19,15            | 2                |
| BESTE           | 47               | 8,88             | 1                | nicht kandidiert | nicht kandidiert | nicht kandidiert | nicht kandidiert | nicht kandidiert | nicht kandidiert | nicht kandidiert | nicht kandidiert | nicht kandidiert | nicht kandidiert | nicht kandidiert | nicht kandidiert | nicht kandidiert | nicht kandidiert | nicht kandidiert |
| BLIKA A1        | nicht kandidiert | nicht kandidiert | nicht kandidiert | 39               | 6,96             | 1                | nicht kandidiert | nicht kandidiert | nicht kandidiert | nicht kandidiert | nicht kandidiert | nicht kandidiert | nicht kandidiert | nicht kandidiert | nicht kandidiert | nicht kandidiert | nicht kandidiert | nicht kandidiert |
| FPÖ             | nicht kandidiert | nicht kandidiert | nicht kandidiert | 25               | 4,46             | 0                | nicht kandidiert | nicht kandidiert | nicht kandidiert | nicht kandidiert | nicht kandidiert | nicht kandidiert | 5                | 1,14             | 0                | 24               | 5,35             | 0                |
| Wahlberechtigte | 761              | 761              | 761              | 688              | 688              | 688              | 644              | 644              | 644              | 597              | 597              | 597              | 564              | 564              | 564              | 561              | 561              | 561              |
| Wahlbeteiligung | 77,27 %          | 77,27 %          | 77,27 %          | 86,05 %          | 86,05 %          | 86,05 %          | 87,11 %          | 87,11 %          | 87,11 %          | 81,91 %          | 81,91 %          | 81,91 %          | 81,38 %          | 81,38 %          | 81,38 %          | 75,50 %          | 75,50 %          | 75,50 %          |

### Bürgermeister
Bürgermeister ist Horst Egresich (SPÖ). Er trat die Nachfolge von Erwin Muschitz (SPÖ) an, der seit 2007 der Gemeinde vorstand und im April 2017 ankündigte, aus Altersgründen nicht mehr kandidieren zu wollen. Die Bürgermeisterdirektwahl am 1. Oktober 2017 gewann Egresich im ersten Wahlgang mit der Mehrheit von 50,86 %. Reinhold Bader (ÖVP) erreichte 40,00 %, Anton Nothegger (BLIKA) kam auf 6,55 % und Philip Paul Vaclavik (FPÖ) auf 2,59 %.
Bei der Wahl 2022 wurde Horst Egresich mit 66,19 Prozent im ersten Wahldurchgang als Bürgermeister bestätigt.